# 小布奇基
49°0′18″N 35°31′50″E / 49.00500°N 35.53056°E
小布奇基（烏克蘭語：Малі Бучки），是烏克蘭東部的村莊，隸屬哈爾科夫州的別列斯京區。該村始建於1854年，面積0.41平方公里，海拔高度110米，2001年人口76。